# ブラック軍
ブラック軍（ブラックぐん）は、日本のプロレス団体「JTO」で結成されたヒールユニット。

## 経歴
- 2019年9月24日後楽園大会にてブラックイーグル（当時：ブラックイーグルマスク）とブラック・チャンゴが初登場。イーグルマスク・ヴァリオン組との抗争が始まる[1]。
- 11月14日、新たな刺客としてブラック・ザ・ジャイアントが初登場[2]。
- 2020年1月14日後楽園大会にてブラック・チャンギータが初登場[3]。
- 2月12日新木場大会にてBMが初登場[4]。
- 8月14日新木場大会にてブラック軍の試合終了後の乱闘にてドラゴンが初登場。武蔵、雫を勧誘するも失敗に終わる[5]。
- 9月2日後楽園大会にて敗者覆面剥ぎマッチが敢行されチャンゴが敗戦するも条件に応じず退場。また試合前から一触即発状態であったドラゴンとジャイアントは試合中に仲間割れを起こし、終了後にジャイアントは自らマスクを取り軍団を離脱した。試合終了後に稲葉を勧誘するも失敗に終わり制裁、雫、アレックス・リー、女性練習生、神姫楽ミサを巻き込んでの大乱闘となる中、新たなブラック軍メンバーとして、ディアブロ、Rが初登場した[6]。
- 9月24日蕨大会にてブラックR、ブラックディアブロがデビュー。
- 11月11日後楽園大会にてセコンドにBPMが初登場。
- 以降、デビューする新人が増えてきたため、ブラック軍の参戦がほぼ減少していき、マスクの中身も入れ替わるようになった（体格がハッキリ違う場合もあり、TAKAも中身が違うとラジオなどで公言している。）
- 所属選手が増えたことから全く出場しない興行が増加していた。2022年から所属で孤立しているケンイチの呼びかけでケンイチ軍団を結託した。

## メンバー
- ブラックチャンゴ

2019年9月24日から登場。
- ブラックイーグル

2019年9月24日から登場。イーグルマスクのブラック版。
- ブラックチャンギータ

2020年1月14日から登場。ブラックチャンゴの女性版。
- ブラック・ザ・ドラゴン

2020年8月14日から参加。武蔵龍也のブラック版。
- ブラックR

2020年9月2日から参加。rhythmのブラック版。
- ブラックディアブロ

2020年9月2日から参加。2020年9月27日を最後に離脱。
- ブラック・ザ・ジャイアント

2019年11月14日から参加。2020年9月2日の試合で仲間割れをして正体を明かした後に離脱。
- BM

2020年2月12日から参加。
- BPM

プレイメーカーとして存在感はあるがセコンドをウロウロするだけであった。